# Leptopelis flavomaculatus
Leptopelis flavomaculatus es una especie de anfibios de la familia Arthroleptidae.
Habita en Kenia, Malaui, Mozambique, Tanzania, Zimbabue y posiblemente Zambia.
Su hábitat natural incluye bosques tropicales o subtropicales secos, bosques tropicales o subtropicales secos y a baja altitud, montanos tropicales o subtropicales, ríos, marismas de agua fresca, zonas previamente boscosas muy degradadas y estanques.
Está amenazada de extinción por la pérdida de su hábitat natural.